# Campeonato Europeo de Piragüismo en Eslalon de 1998
El II Campeonato Europeo de Piragüismo en Eslalon se celebró en Roudnice nad Labem (República Checa) en 1998 bajo la organización de la Asociación Europea de Piragüismo (ECA) y la Federación Checa de Piragüismo.
Las competiciones se desarrollaron en el canal de piragüismo en eslalon acondicionado en el río Elba, al nordeste de la localidad checa.

## Medallistas

### Masculino
| Evento         | Oro | Plata | Bronce |
| -------------- | --- | --- | --- |
| K1 individual  | Paul Ratcliffe Reino Unido 180,86 pts.                                                                                      | Thomas Becker · Alemania · 184,02 pts.                                                                                  | Andrew Raspin Reino Unido 188,20 s                                                                                     |
| C1 individual  | David Jančar · República Checa · 194,91                                                                                     | Michal Martikán · Eslovaquia · 195,87                                                                                   | Lukáš Pollert · República Checa · 196,64                                                                               |
| C2 individual  | Pavol Hochschorner · Peter Hochschorner · Eslovaquia · 211,60                                                               | Jaroslav Volf · Ondřej Štěpánek · República Checa · 211,66                                                              | Milan Kubáň · Marián Olejník · Eslovaquia · 213,99                                                                     |
| K1 por equipos | Thomas Becker · Ralf Schaberg · Thomas Schmidt · Alemania · 110,84                                                          | Ondřej Raab · Jiří Prskavec · Vojtěch Bareš · República Checa · 111,15                                                  | Andraž Vehovar Fedja Marušič Uroš Kodelja Eslovenia 111,87                                                             |
| C1 por equipos | Michal Martikán · Juraj Ontko · Juraj Minčík · Eslovaquia · 116,43                                                          | Stefan Pfannmöller · Nico Bettge · Martin Lang · Alemania · 118,93                                                      | Stuart McIntosh Mark Delaney Robert Turner Reino Unido 119,45                                                          |
| C2 por equipos | República Checa · Petr Štercl / Pavel Štercl · Jaroslav Pospíšil / Lukáš Pollert · Jaroslav Volf / Ondřej Štěpánek · 128,35 | Eslovaquia · Milan Kubáň / Marián Olejník · Roman Štrba / Roman Vajs · Pavol Hochschorner / Peter Hochschorner · 129,06 | Francia Eric Biau / Bertrand Daille Philippe Quémerais / Yann Le Pennec Alexandre Lauvergne / Nathanael Fouquet 132,87 |

### Femenino
| Evento         | Oro                                                                                 | Plata                                                           | Bronce                                                            |
| -------------- | ----------------------------------------------------------------------------------- | --------------------------------------------------------------- | ----------------------------------------------------------------- |
| K1 individual  | Elena Kaliská · Eslovaquia · 204,12 pts.                                            | Štěpánka Hilgertová · República Checa · 205,85 pts.             | Sandra Friedli · Suiza · 215,40 s                                 |
| K1 por equipos | Štěpánka Hilgertová · Marcela Sadilová · Irena Pavelková · República Checa · 131,53 | Rachel Crosbee Laura Blakeman Heather Corrie Reino Unido 137,06 | Kordula Striepecke · Evi Huss · Mandy Planert · Alemania · 137,86 |

## Medallero
| Núm. | País            | Oro | Plata | Bronce | Total |
| ---- | --------------- | --- | ----- | ------ | ----- |
| 1    | República Checa | 3   | 3     | 1      | 7     |
| 2    | Eslovaquia      | 3   | 2     | 1      | 6     |
| 3    | Alemania        | 1   | 2     | 1      | 4     |
| 4    | Reino Unido     | 1   | 1     | 2      | 4     |
| 5    | Eslovenia       | 0   | 0     | 1      | 1     |
| 5    | Francia         | 0   | 0     | 1      | 1     |
| 5    | Suiza           | 0   | 0     | 1      | 1     |
|      | TOTAL           | 8   | 8     | 8      | 24    |